# Információs rendszer vagy adat megsértése
Az információs rendszer vagy adat megsértése Magyarországon a Büntető Törvénykönyv XLIII. fejezetében (Tiltott adatszerzés és az információ rendszer elleni bűncselekmények), a 423. §-ban meghatározott egyik bűncselekmény.
Aki információs rendszerbe az információs rendszer védelmét biztosító technikai intézkedés megsértésével vagy kijátszásával jogosulatlanul belép, vagy a belépési jogosultsága kereteit túllépve vagy azt megsértve bent marad, vétség miatt két évig terjedő szabadságvesztéssel büntetendő.
Aki
a) az információs rendszer működését jogosulatlanul vagy jogosultsága kereteit megsértve akadályozza, vagy
b) információs rendszerben lévő adatot jogosulatlanul vagy jogosultsága kereteit megsértve megváltoztat, töröl vagy hozzáférhetetlenné tesz,
bűntett miatt három évig terjedő szabadságvesztéssel büntetendő.
A büntetés bűntett miatt egy évtől öt évig terjedő szabadságvesztés, ha a (2) bekezdésben meghatározott bűncselekmény jelentős számú információs rendszert érint. A büntetés 2 évtől 8 évig terjedő szabadságvesztés, ha a bűncselekményt közérdekű üzem ellen követik el.

## Az adat fogalma
A Btk. 423. § alkalmazásában adat: információs rendszerben tárolt, kezelt, feldolgozott vagy továbbított tények, információk vagy fogalmak minden olyan formában való megjelenése, amely információs rendszer általi feldolgozásra alkalmas, ideértve azon programot is, amely valamely funkciónak az információs rendszer által való végrehajtását biztosítja.

## Története
A 2012. évi C. törvényben módosultak a korábbi fogalom-meghatározások. Új elnevezést kapott a különös részi törvényi  tényállás (információs rendszer vagy adat megsértése bűncselekménye), másrészt a Büntető Törvénykönyv szétválasztotta – a korábban egyetlen tényállásban szereplő -, az információs rendszerek ellen irányuló haszonszerzési céllal elkövetett büntetendő cselekmények és az ilyen cél nélküli támadások büntetését.